# Dolichogonia aurea
Dolichogonia aurea là một loài ruồi trong họ Tachinidae.